# Neu-Seeland
Neu-Seeland (em baixo sorábio: Nowa Jazorina) é um município da Alemanha, situado no distrito de Oberspreewald-Lausitz, no estado de Brandemburgo. Tem 56,18 km² de área, e sua população em 2019 foi estimada em 610 habitantes.